# Zuigerpomp
Een zuigerpomp is een pomp waarbij de te transporteren vloeistof of het te transporteren gas door middel van een zuiger wordt verplaatst. De meeste recente zuigerpompen bevatten twee of meer terugslagventielen.

## Zuigerpomp met twee uitwendige kleppen

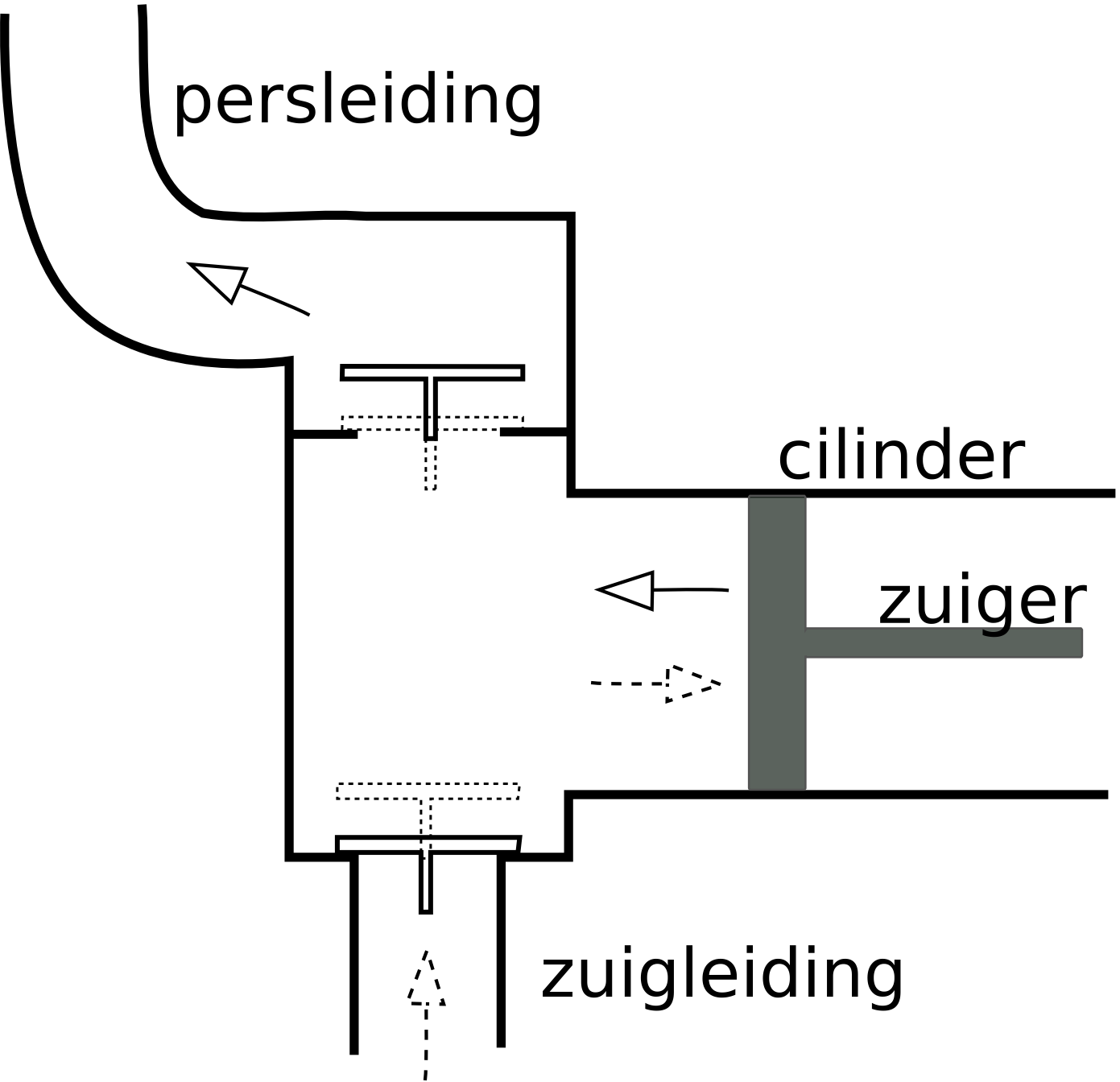
Zuigerpomp met twee kleppen

Deze pomp kan gebruikt worden om water tot een grote hoogte te verpompen waarbij de zuigleiding gelimiteerd is tot zo'n 5 m diepte, de persleiding kan een stuk langer zijn.
1. De zuiger beweegt naar binnen (op de figuur rechts, in volle lijnen), de druk in de cilinder stijgt en de keerklep naar de zuigkant slaat dicht, die naar de persleiding opent en het water wordt de leiding ingestuurd.
2. De zuiger beweegt naar buiten (in stippellijn), de druk in de cilinder daalt waardoor de persklep dichtslaat. De klep naar de zuigleiding opent en er wordt water aangezogen.

## Zuigerpomp met één uitwendige klep en een klep in de zuiger

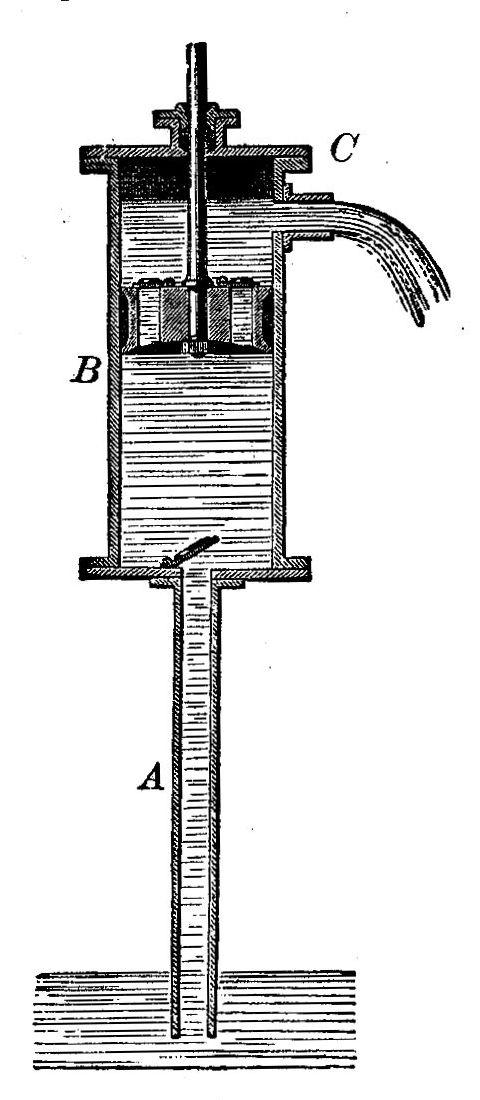
Werkingsprincipe van een handbediende pomp

Deze pomp heeft minder toepassingen, het water kan enkel aangezogen worden, en niet geperst in een leiding. De maximale zuighoogte is ongeveer 5 meter.
De werking van de waterpomp in de tekening is als volgt:
1. De aanvoerbuis (A) is aan de bovenzijde afgesloten met een ventiel (of terugslagklep), waardoor het water alleen naar boven kan bewegen.
2. De zuiger (B) bevat aan de bovenzijde een ventiel.
3. Tijdens de neergaande beweging stijgt de druk onder de zuiger waardoor het ventiel van de aanvoerbuis zich sluit. Het water stroomt door het open ventiel in de zuiger.
4. Tijdens de opgaande beweging sluit het ventiel in de zuiger zich, wordt het water onder de zuiger door de onderdruk naar boven gezogen en wordt het water dat boven de zuiger staat naar boven verplaatst totdat het door de uitstroomopening (C) stroomt.

Wanneer de pomp langere tijd niet in gebruik is geweest, zal de aanvoerbuis leegstromen en worden de ventielen droog. Omdat lucht gemakkelijker door kleine openingen stroomt dan water, lukt het vaak niet de waterstroom op gang te krijgen. Dit is te verhelpen door wat water op de zuiger te gieten.
De pomp neemt enkel arbeid op bij de opgaande beweging, en niet bij de neerwaartse beweging (het water wordt in feite niet verplaatst, het stroomt door de dalende zuiger). Dit is nadelig voor aandrijving via een motor, wat de reden is voor het minder aantal toepassingen van dit type. Dit is echter gemakkelijk voor handbediening, het is dan ook het werkingsprincipe voor de ouderwetse handpomp.

## Zuigerpomp met alleen een klep in de zuiger

Zuigerpomp met alleen een klep in de zuiger

Een weinig voorkomende variant is nog een pomp zonder terugslagklep aan de zuigzijde. Bij deze pomp moet de zuiger in zijn onderste stand onder het waterniveau komen dat verpompt moet worden. Als de zuiger omhoog gaat sluit de klep in de zuiger en wordt het water 'opgetild' door de zuiger tot de uitstroomopening. Dit type wordt wel als lenspomp op kleine schepen gebruikt waar de opvoerhoogte niet meer dan een meter is. De werking doet denken aan de touwpomp.